# 30425 Silverman
30425 Silverman è un asteroide della fascia principale. Scoperto nel 2000, presenta un'orbita caratterizzata da un semiasse maggiore pari a 2,7290016 UA e da un'eccentricità di 0,1645628, inclinata di 5,12563° rispetto all'eclittica.